# Liste der Baudenkmäler in Pfatten
Die Liste der Baudenkmäler in Pfatten (italienisch Vadena) enthält die sechs als Baudenkmäler ausgewiesenen Objekte auf dem Gebiet der Gemeinde Pfatten in Südtirol.
Basis ist das im Internet einsehbare offizielle Verzeichnis der Baudenkmäler in Südtirol. Dabei kann es sich beispielsweise um Sakralbauten, Wohnhäuser, Bauernhöfe und Adelsansitze handeln. Die Reihenfolge in dieser Liste orientiert sich an der Bezeichnung, alternativ ist sie auch nach der Adresse oder dem Datum der Unterschutzstellung sortierbar.

## Liste
| Foto |                 | Bezeichnung                          | Standort                     | Eintragung                   | Beschreibung | Metadaten                               |
| ---- | --------------- | ------------------------------------ | ---------------------------- | ---------------------------- | --- | --------------------------------------- |
| ja   | Datei hochladen | Klughammer ID: 16447                 | 46° 23′ 4″ N, 11° 16′ 12″ O  | 26. Nov. 1963 (MD)           | ansitzartiger Renaissancebau | KG: Pfatten Bauparzelle: 15/3, 15/4     |
| ja   | Datei hochladen | Laimburg ID: 16452                   | 46° 23′ 2″ N, 11° 17′ 5″ O   | 25. Nov. 1977 (BLR-LAB 8180) | Burgruine aus dem späten 13. Jahrhundert | KG: Pfatten Grundparzelle: 337/1        |
| ja   | Datei hochladen | Leuchtenburg ID: 16451               | 46° 22′ 44″ N, 11° 16′ 48″ O | 14. Juni 1950 (MD)           | Burgruine, ältere Publikationen schlagen eine Datierung auf die Zeit um 1200 vor, jüngere verweisen auf die erste Hälfte des 14. Jahrhunderts. | KG: Pfatten Grundparzelle: 286          |
| ja   | Datei hochladen | Pfarrkirche St. Magdalena ID: 16450  | 46° 24′ 54″ N, 11° 18′ 19″ O | 25. Nov. 1977 (BLR-LAB 8180) | Kirche aus dem 17. Jahrhundert, im 19. Jahrhundert vergrößert                                                                                  | KG: Pfatten Bauparzelle: 38             |
| ja   | Datei hochladen | Schloss in Pfatten ID: 16449         | 46° 24′ 52″ N, 11° 18′ 18″ O | 25. Nov. 1977 (BLR-LAB 8180) | mehrgeschoßiger Bau mittelalterlichen Ursprungs, im 19. Jahrhundert erneuert                                                                   | KG: Pfatten Bauparzelle: 35/2, 35/3, 37 |
| ja   | Datei hochladen | Turm der St.-Jakobs-Kirche ID: 16448 | 46° 24′ 24″ N, 11° 17′ 55″ O | 19. Dez. 1966 (MD)           | Turm der nicht mehr existenten St.-Jakobs-Kirche aus dem 13. Jahrhundert                                                                       | KG: Pfatten Bauparzelle: 30             |

Falls bei einem Baudenkmal keine Koordinaten bekannt sind, werden ersatzweise die Katasterdaten zum Zeitpunkt der Unterschutzstellung angegeben. Diese sind weder offiziell noch zwingend aktuell.
Die vom Landesdenkmalamt übernommenen Adressen können veraltet sein.
| Foto:   | Fotografie des Denkmals. Klicken des Fotos erzeugt eine vergrößerte Ansicht. Daneben finden sich zwei Symbole: |
| ID      | Identifikator beim Südtiroler Landesdenkmalamt                                                                 |
| KG      | Katastralgemeinde                                                                                              |
| MD      | Ministerialdekret                                                                                              |
| BLR-LAB | Beschluss der Landesregierung – Landesausschussbeschluss                                                       |